# کلا، آنگولا
کلاً (به انگلیسی: Cela) شهری در استان کوانزای جنوبی واقع در کشور آنگولا است که در سال ۲۰۰۹ میلادی ۳٬۶۰۳ نفر جمعیت داشته است.